# Pedro Infante (acteur)
Pour les articles homonymes, voir Pedro Infante.
José Pedro Infante Cruz, alias Pedro Infante, né le 18 novembre 1917 à Mazatlán, Sinaloa et mort le 15 avril 1957 dans un accident d'avion, est un acteur et chanteur très connu à l'époque dorée du cinéma mexicain.
À partir de 1939, il a joué dans plus de soixante films, et a enregistré 350 chansons depuis 1943. Il a reçu l'Ours d'argent du meilleur acteur à la Berlinale 1957 et un Golden Globe à Hollywood en 1957 pour son rôle dans le film Tizoc d'Ismael Rodríguez.

## Biographie
José Pedro Infante Cruz naît le 18 novembre 1917 à Mazatlán, Sinaloa  dans la rue Camachín 508, à 02h30, il est le quatrième fils du mariage formé par Don Delfino Infante et Doña Refugio Cruz de Infante.
Il a travaillé dès son plus jeune âge. Il n'a pas réussi à terminer l'école primaire. Il a commencé comme garçon de courses dans un magasin.
Il a appris la menuiserie avec Jerónimo Bustillos et la coiffure avec José María Román. Il a fabriqué lui-même sa première guitare et l'a utilisée pour chanter. Il était menuisier jusqu'à ce qu'il démissionne pour chanter dans des clubs et à la radio. Il était également membre d'un groupe musical qui se produisait dans la ville de Guasave.
À l'âge de dix-huit ans, il est devenu le père de la fille Guadalupe Infante López, à la suite de la liaison qu'il a eue avec Guadalupe López.
En 1939, une radio locale, la XEB, permet à Pedro Infante de commencer modestement sa carrière de chanteur jusqu'à ce qu'en 1943, il réussisse à enregistrer son premier album, Mañana, le premier de sa brillante carrière et signifie que son nom commencera à être connu du grand public.
Interprète spécialisé dans le genre des rancheras, Pedro Infante a enregistré plus de trois cents chansons qui continuent de jouir d'une grande popularité dans toute l'Amérique latine.
L'un des films qui a immortalisé Pedro Infante était A.T.M. ¡A toda máquina! (1951), où il a joué « Pedro Chávez » membre de la Escuadrón de Motociclistas de Tránsito de la Ciudad de Mexico et partenaire de « Luis Macías », joué par Luis Aguilar.
En 1952, il commanda à Rubén Fuentes et Alberto Cervantes (auteurs de « Cien años ») de composer une chanson dédiée à Irma Dorantes, intitulée « Nuestro Amor », que Pedro Infante enregistra le 14 juin 1952.
Pedro Infante meurt dans un accident d'avion le 15 avril 1957, lorsque son avion s'est écrasé, peu après son décollage, à Mérida, Yucatán.On identifiera son cadavre calciné dans la carcasse du B-24.

## Filmographie
- Dos tipos de cuidado (1952)[8]
- Escuela de rateros (1956)
- Jesusita en Chihuahua (1942)
- Tizoc (1956)
- Mexicanos al grito de guerra (1943)
- No desearás la mujer de tu hijo (1949)
- La oveja negra (1949)
- La feria de las flores (1942)
- El Ametralladora (1943)
- Cuidado con el amor (1954)
- La razón de la culpa (1942)
- Escándalo de estrellas (1944)
- ¡Viva mi desgracia! (1943)
- Si me han de matar mañana (1946)
- Película Ansiedad (1952)
- Los hijos de María Morales (1952)
- Pepe El Toro (1952)
- Ustedes los ricos (1948)
- Nosotros los Pobres (1947)
- La mujer que yo perdí (1949)
- Dos tipos de cuidado (1952)
- Ahora soy rico (1952)
- Un rincón cerca del cielo (1952)
- Dicen que soy mujeriego (1948)
- ¡¿Qué te ha dado esa mujer?! (1951)
- A.T.M. A toda máquina! (1951)
- La tercera palabra (1955)
- Gitana tenías que ser (1953)
- Pablo y Carolina (1955)
- La vida no vale nada (1954)
- El organillero (1939)
- El seminarista (1949)
- Cuando habla el corazón (1943)
- El enamorado (1951)
- Ahí viene Martín Corona (1951)
- Necesito dinero (1951)
- Cartas marcadas (1947)
- Vuelven los García (1946)
- Los tres García (1946)
- Los tres huastecos (1948)
- La barca de oro (1947)
- Pueblo, canto y esperanza (1954)
- Sobre las olas (1950)
- Los Gavilanes (1954)
- El gavilán pollero (1950)
- Little Black Angels (en) (1948)
- Escuela de vagabundos (1954)
- Escuela de música (1955)
- Por ellas aunque mal paguen (1952)
- Sí, mi vida (1952)
- Había una vez un marido (1952)
- Las mujeres de mi general (1950)
- Islas Marías (1950)
- En un burro tres baturros (1939)
- El charro inmortal (1955)
- Película Reportaje (1953)
- Puedes irte de mí (1940)
- El inocente (1955)
- Arriba las mujeres (1943)
- También de dolor se canta (1950)
- El mil amores (1954)
- Soy charro de Rancho Grande (1947)
- Cuando lloran los valientes (1945)